# Tuone Udaina
Tuone Udaina   (Krk, 27 de setembre de 1821 - Krk, 10 de juny de 1898) fou el darrer parlant de la llengua dàlmata.
Sovint ressenyat pel nom italianitzat d'Antonio Udina o per la versió eslava Twone Udajana, Udaina era un sagristà que va viure tota la seua vida a l'illa de Krk (Veglia en italià, la més gran de la mar Adriàtica, hui dia dins l'estat de Croàcia), i és considerat com el darrer locutor viu d'aquella llengua, sobre la qual va ser interrogat en un parell d'ocasions al llarg de la seua vida: la darrera, poc de temps abans de morir, pel doctorand torinès Matteo Bartoli.
Bartoli, que va publicar la seua recerca l'any 1906 com a tesi doctoral a la universitat de Viena amb el títol alemany de Das Dalmatische: altromanische Sprachreste von Veglia bis Ragusa und ihre Stellung in der Apennino-Balkanischen Romania, descriu en el seu estudi el vell Udaina com un informant poc ideal, atès que el dàlmata (en el seu dialecte vegliota) no era la seua llengua materna -el vènet, en realitat-, sinó la llengua de la seua àvia; de més a més, havia passat vint anys sense parlar-la (d'ençà de l'anterior entrevista, a la dècada dels 70 del segle xix i ja tenia una edat avançada. També cal dir que l'home també havia après l'alemany i l'italià a l'escola i que, per la seua feina com a sagristà, tenia nocions de llatí.
Allò que Udaina va transmetre a Bartoli palesava una llengua altament dialectalitzada, fonèticament polimorfa i influïda pel contacte amb el vènet i el croat; alguns lingüistes actuals han observat una evolució en el sistema verbal del dàlmata que va tenir lloc durant els vint anys compresos entre una recerca i l'altra, no se sap si esdevinguda en l'inconscient d'Udaina o essent part d'un procés encetat anys abans en la llengua ja moribunda però, en qualsevol cas, exclusiva de l'idioma dalmàtic.
Tuone Udaina, de malnom Burbur («barber» en dàlmata), va morir a dos quarts de set —les fonts no coincidixen a dir si del matí o de la vesprada— del 10 de juny del 1898 en calcigar una mina d'origen turc deixada per un anarquista, encara que altres escrits el situen enllitat a l'hora de la mort. El traspàs del vell dàlmata va interrompre de manera dràstica la recerca de Bartoli, i va emmenar l'extinció definitiva d'aquella llengua romànica.